# Andrej Truškin
Andrej Vladimirovič Truškin (in russo Андрей Владимирович Трушкин?; 17 agosto 1981) è un ex cestista russo.

## Palmarès
- FIBA EuroCup Challenge: 1

Ural Great Perm': 2005-06